# Johannes IV. (Olmütz)
Johannes IV. (auch Johann IV., Jan IV.; † 1172) war Bischof von Olmütz. Er wurde auch "der Kahle" genannt.

## Biographie
Nach dem Tod des Olmützer Bischofs Johannes III. soll Dragon, der Kaplan des Herzogs Vladislavs II., zu dessen Nachfolger gewählt worden sein. Da sich dieser den Belastungen eines Bischofsamts nicht gewachsen sah, verzichtete er.
Danach soll der mährische Herzog Otto III. im Namen der Olmützer Kirche den Leitomischler Prämonstratenserabt Johannes vorgeschlagen haben. Seine Wahl erfolgte in Prag. Da der Prager Bischof Daniel I. gerade eine Reise zum Hofe des Kaisers Friedrich Barbarossa nach Würzburg plante, nahm er den kurz vorher gewählten Johannes mit. Auf Bitten des Herzogs von Böhmen verlieh der Kaiser dort Johannes die Regalien. Anschließend unternahmen die Bischöfe Daniel und Johannes eine Reise nach Erfurt, wo der Mainzer Bischof und Metropolit Arnold dem Johannes die Bischofsweihe erteilte. Nach der Rückkehr nach Olmütz wurde Johannes feierlich empfangen und in sein Bischofsamt eingeführt.
Über Johanns bischöfliches Wirken ist wenig bekannt. Wie seine Vorgänger unterstützte er die Ausbreitung des Prämonstratenserordens. Die Annalen des bayerischen Klosters Windberg berichten, Johannes habe am 28. November 1167 in der dortigen Klosterkirche drei Altäre geweiht, wo schon im Jahre 1142 auch der Olmützer Bischof Heinrich Zdik den Hauptaltar geweiht haben soll. Als Mitglieder des Prämonstratenserordens wollten beide dadurch dem Kloster eine besondere Ehre erweisen.